# Kovářová (Ujčov)
Kovářová (německy Kowarzow) je malá vesnice, část obce Ujčov v okrese Žďár nad Sázavou. Nachází se asi 2 km na jihozápad od Ujčova. V roce 2009 zde bylo evidováno 37 adres. V roce 2001 zde trvale žilo 42 obyvatel.
Kovářová je také název katastrálního území o rozloze 1,98 km².

## Fotogalerie

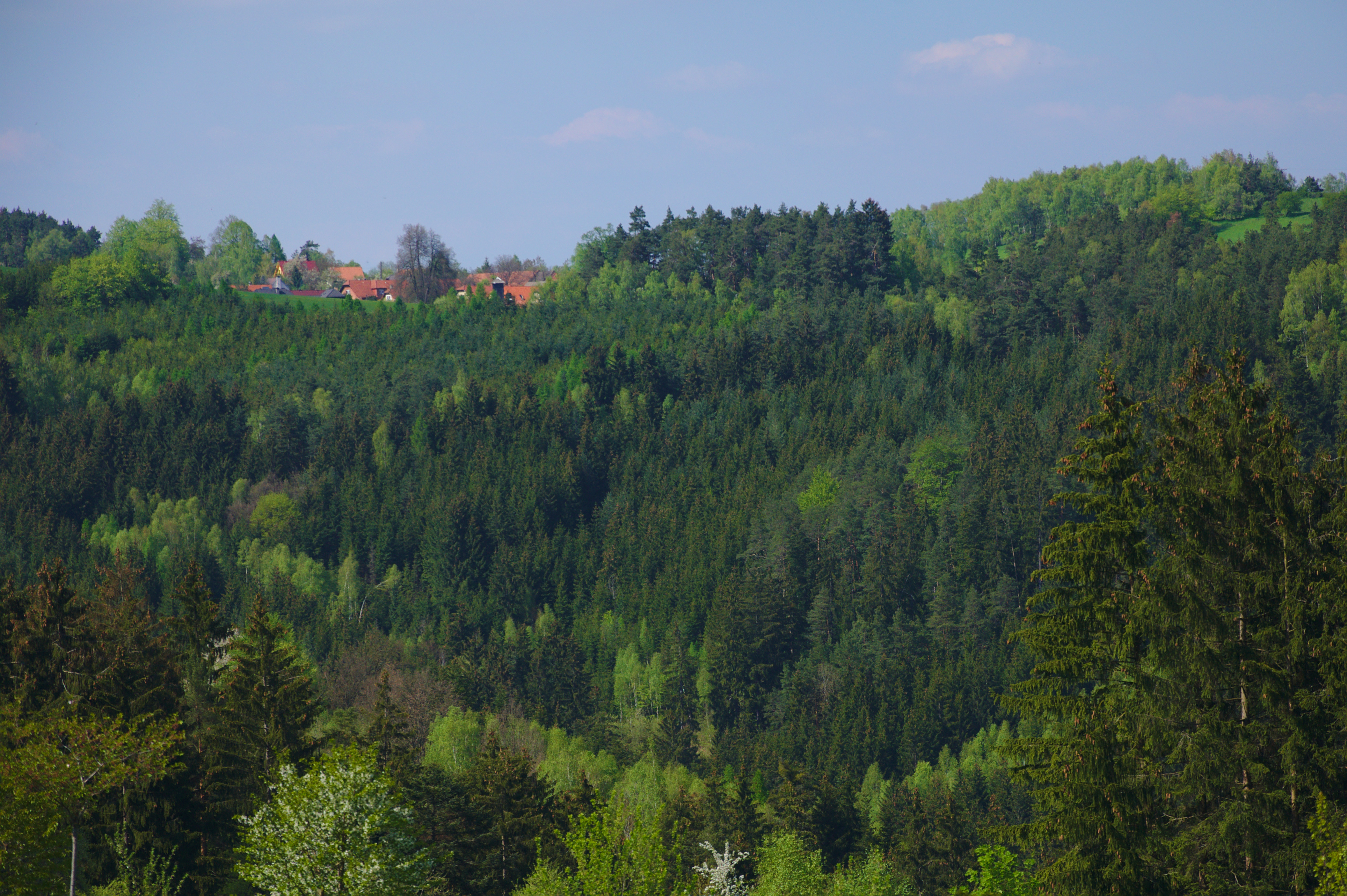
Pohled na vesnici od jihu
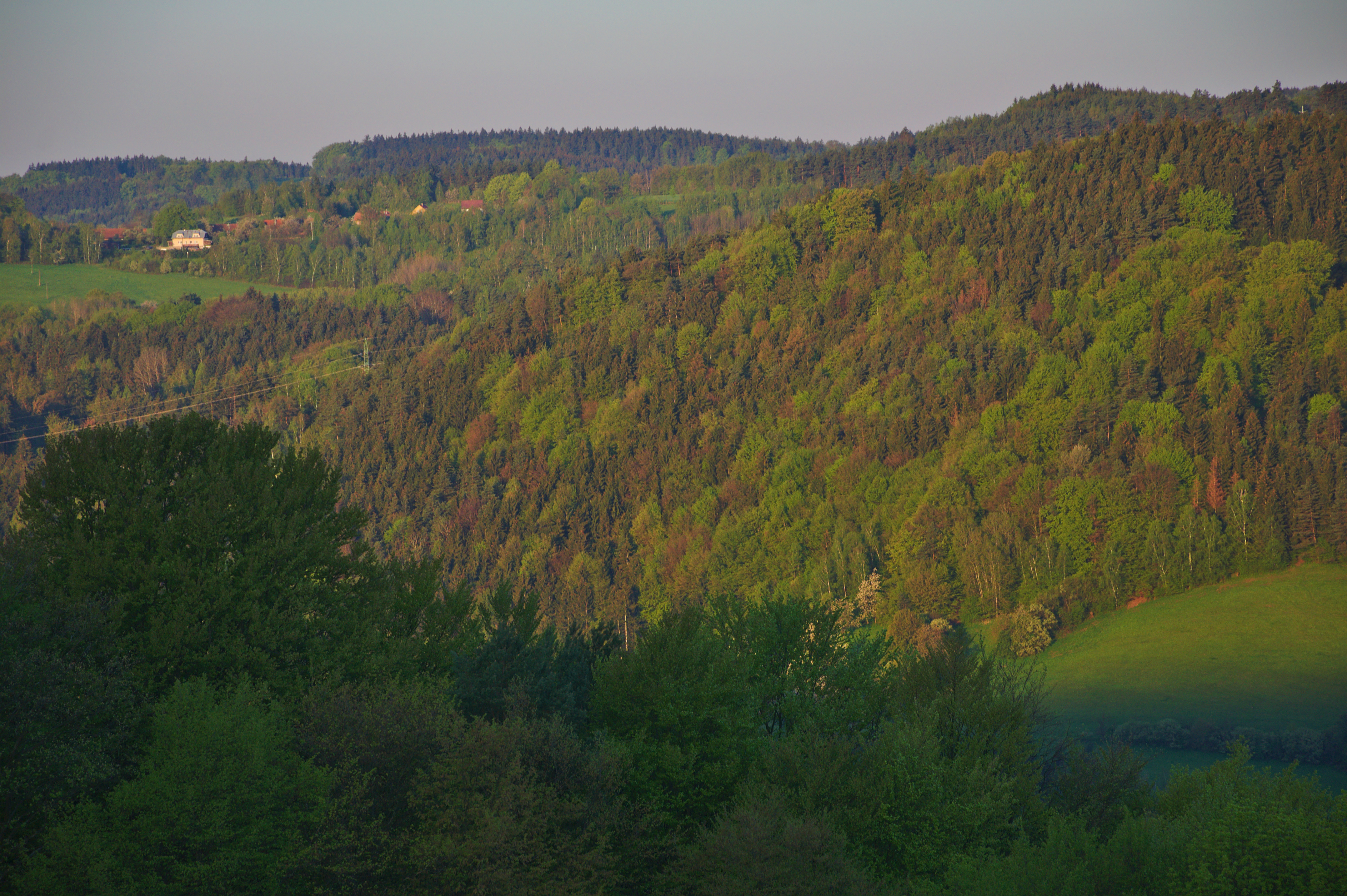
Kovářová z Kopicova vrchu
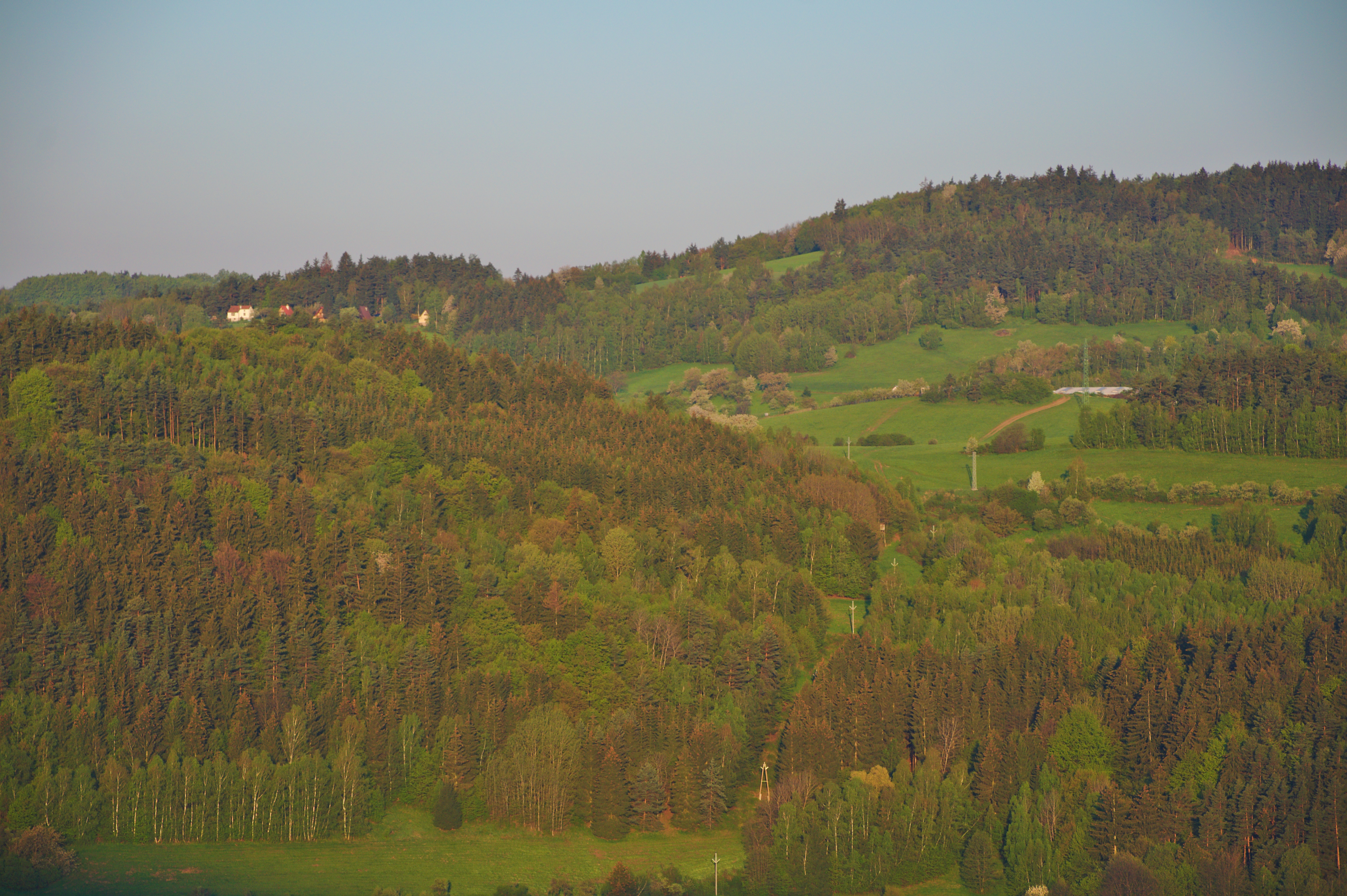
Severní část obce